# Joanis Arzumanidis
Joanis Arzumanidis (gr. Ιωάννης Αρζουμανίδης; ur. 22 października 1986) – grecki zapaśnik walczący przeważnie w stylu wolnym oraz zawodnik mieszanych sztuk walk (MMA). Brązowy medalista mistrzostw świata w 2009 i 2010. Piąty na mistrzostwach Europy w 2009 i 2011. Dziesiąty na igrzyskach europejskich w 2015. Srebrny medalista igrzysk
śródziemnomorskich w 2009. Mistrz śródziemnomorski w 2015. Trzeci na akademickich MŚ w 2008 i mistrzostwach świata w grapplingu w 2008.
W latach 2012–2020 walczył na galach MMA na terenie swojego kraju oraz Rosji.

## Lista zawodowych walk w MMA
| Wynik     | Bilans | Przeciwnik (bilans przed walką) | Rozstrzygnięcie                  | Runda | Czas | Rozgrywki                                  | Data       | Miejsce   | Uwagi                                                      |
| --------- | ------ | ------------------------------- | -------------------------------- | ----- | ---- | ------------------------------------------ | ---------- | --------- | ---------------------------------------------------------- |
| Wygrana   | 7-1    | Mehmet Ozer (0-2)               | TKO (ciosy pięściami w parterze) | 1     | 2:06 | MMA Challenge Pro 10: Arzoumanidis vs Ozer | 22.02.2020 | Saloniki  |                                                            |
| Przegrana | 6-1    | Denis Smoldariew (13-5)         | TKO (ciosy pięściami)            | 1     | 3:35 | ACA 97                                     | 31.08.2019 | Krasnodar |                                                            |
| Wygrana   | 6-0    | Amirkhan Isagadzhiev (3-1)      | TKO (ciosy pięściami)            | 2     | 2:21 | ACA 94                                     | 30.03.2019 | Krasnodar |                                                            |
| Wygrana   | 5-0    | Mehmet Ozer (0-1)               | TKO (ciosy pięściami)            | 1     | 1:32 | Greek Fighting Championship 8              | 13.05.2017 | Saloniki  |                                                            |
| Wygrana   | 4-0    | Archontis Taxiarchis (0-2)      | TKO (ciosy pięściami)            | 1     | 2:32 | MMA Challenge Pro 4                        | 25.09.2015 | Saloniki  | Obronił pas mistrzowski MMA Challenge Pro w wadze ciężkiej |
| Wygrana   | 3-0    | Nestoras Batzelas (1-1)         | Decyzja (jednogłośna)            | 3     | 5:00 | MMA Challenge Pro 2                        | 13.09.2014 | Saloniki  | Obronił pas mistrzowski MMA Challenge Pro w wadze ciężkiej |
| Wygrana   | 2-0    | Victor Svetlinskin (0-0)        | Poddanie (duszenie gilotynowe)   | 2     | 1:40 | MMA Challenge Pro                          | 14.09.2013 | Saloniki  | Zdobył pas mistrzowski MMA Challenge Pro w wadze ciężkiej  |
| Wygrana   | 1-0    | Themis Andreev (0-0)            | TKO (ciosy pięściami)            | 1     | N/A  | Night of the Champions                     | 31.07.2012 | Faliraki  | debiut w MMA                                               |